# Église Saint-Jean-Baptiste de Gabriac
L'église Saint-Jean-Baptiste de Gabriac est un édifice religieux catholique situé à Cadalen, dans le Tarn, en région Occitanie. Elle se situe isolée à l'est du village, certainement proche de là où se trouvait le château de Gabriac.

## Histoire
Construite au XIVe siècle, l'église Saint-Jean-Baptiste de Gabriac était un prieuré possédant sa communauté de moines et une sorte d'enclos. La nef est plus récente que le transept que le chœur, qui sont voûtés en ogives. Le dallage du sol est de grès et de calcaire, ajusté à la main, et l'on trouve la pierre tombale d'un ancien prêtre dans l'enceinte de l'église, comme c'était souvent le cas. Le clocher de l'église surmonte le portail d'entrée, qui apparait comme datant du début du XVIe siècle. Un cimetière entoure la partie nord du bâtiment. 
Endommagé durant les guerres de Religion ou la Révolution française, le bâtiment a plusieurs fois été partiellement reconstruit. La partie haute du clocher a failli s'effondrer et a été rénovée en brique, alors que la partie basse est en simple pierre de taille. En 1845, de faux remplages de Petrus Morelli sont venus recouvrir les voûtes.

L'église Saint-Jean-Baptiste de Gabriac est inscrite au titre de monument historique depuis le 18 juin 1927.

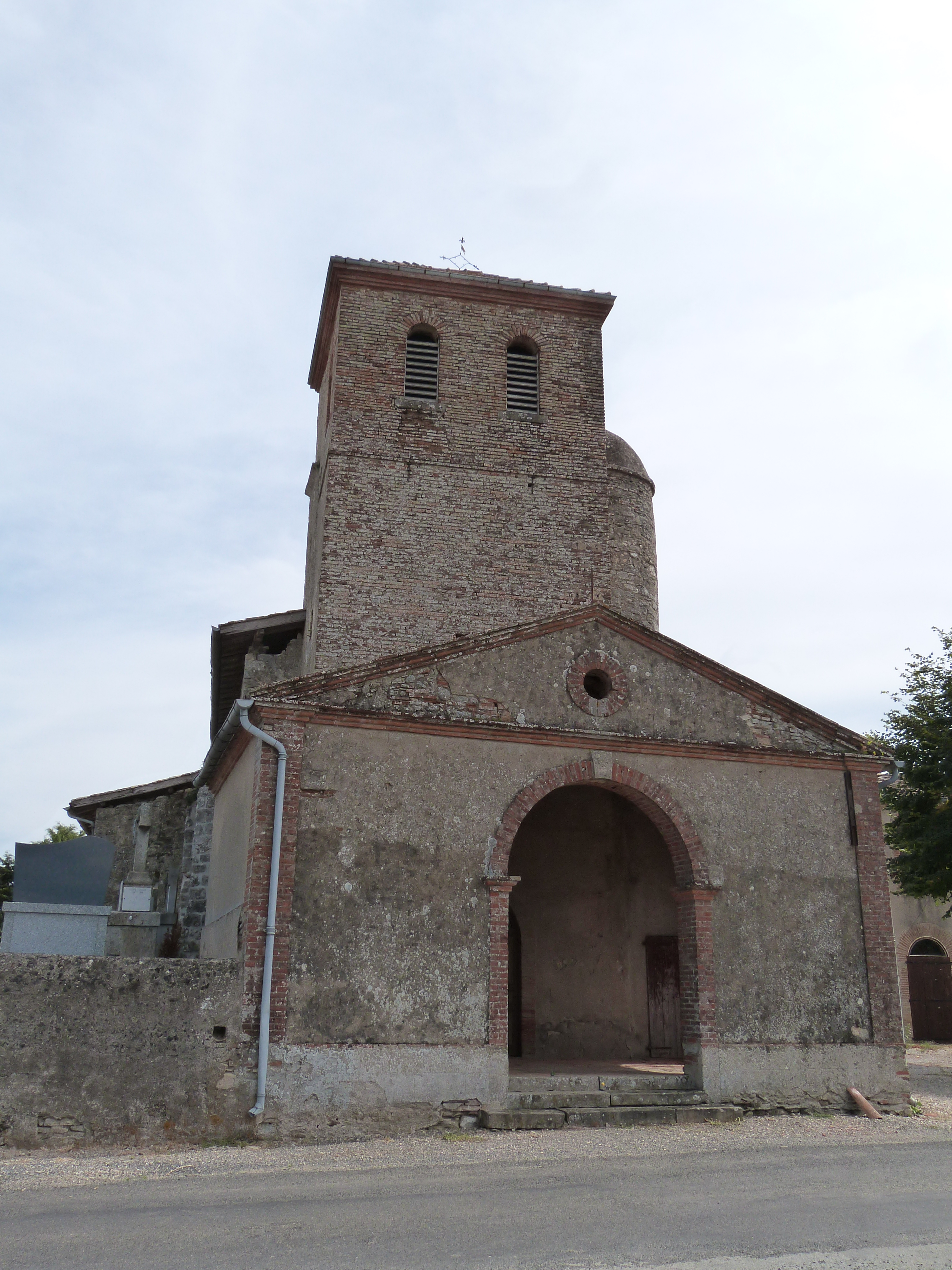
La façade de l'église
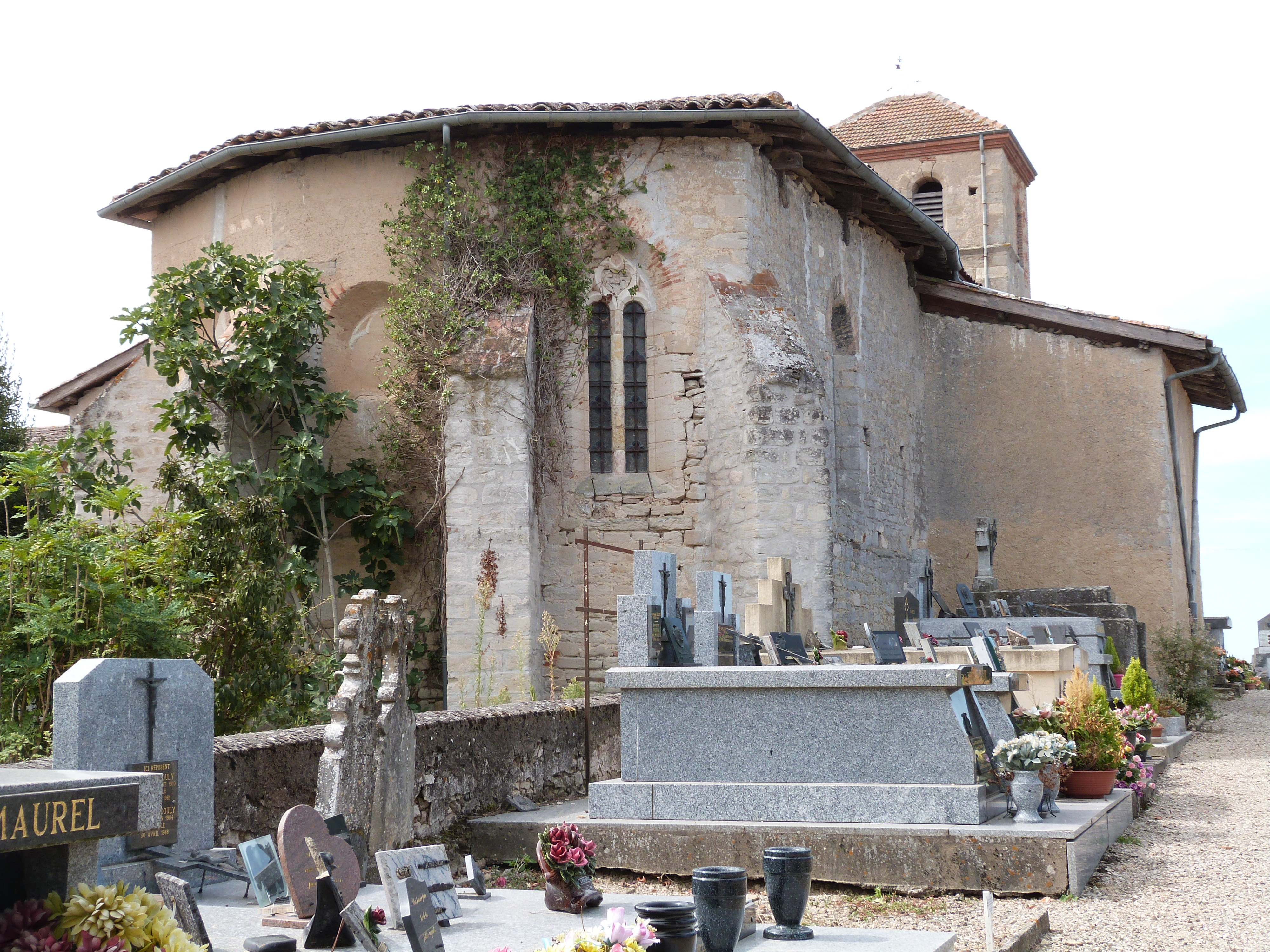
Le chevet de l'église
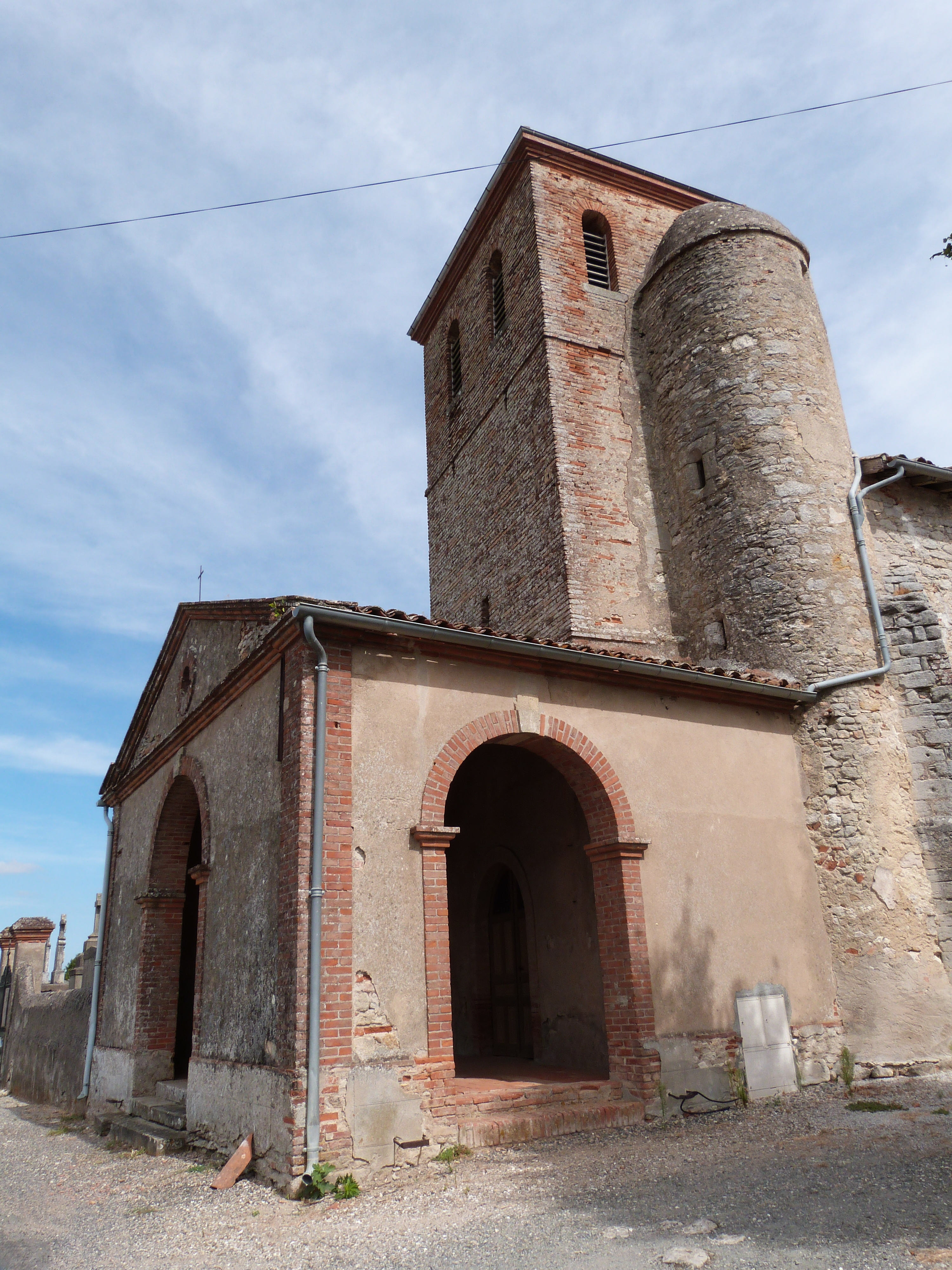
Le porche, le clocher et la tourelle d'escalier de l'église